# Kongoni-Kuhantilope
Die Kongoni-Kuhantilope (Alcelaphus cokii), auch einfach Kongoni genannt, ist eine in Ostafrika vorkommende Antilope aus der Gruppe der Kuhantilopen (Alcelphinae). Das Verbreitungsgebiet liegt im Süden von Kenia und im Norden von Tansania und reicht in etwa vom Nakurusee und dem Südrand des Mount Kenia im Norden bis zu einer gedachten Linie, die vom Südufer des Victoriasees bis nach Sansibar verläuft.

## Merkmale

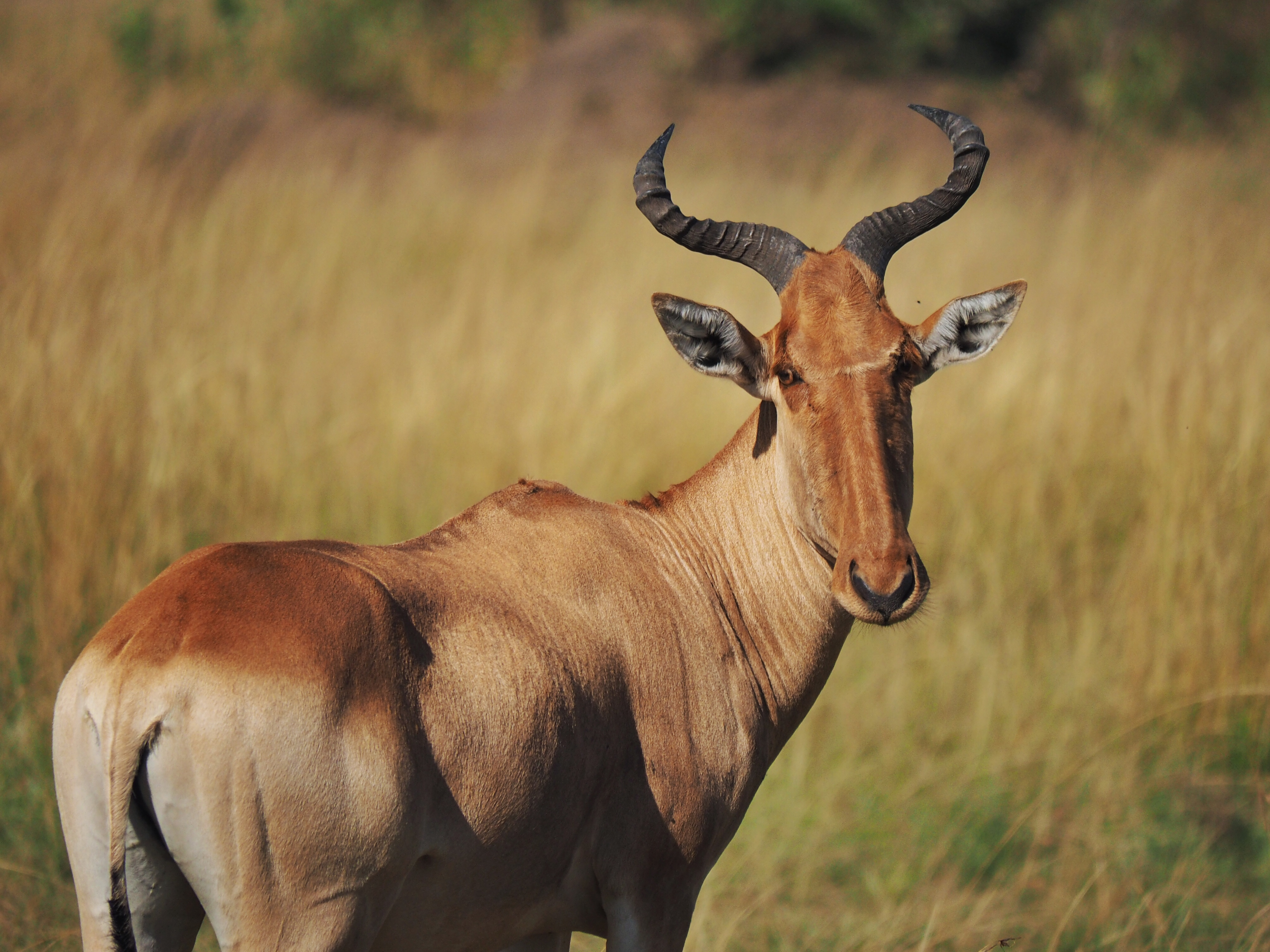
Kongoni-Kuhantilope

Mit einer Kopf-Rumpf-Länge von 177 bis 200 Zentimeter, einer Schulterhöhe von 112 bis 120 Zentimeter, einem Gewicht von 129 bis 171 kg (Männchen) bzw. 116 bis 148 kg (Weibchen) und einem 42 bis 46 Zentimeter langen Schädel ist die Kongoni-Kuhantilope eine relativ kleine Kuhantilopenart. Das Fell ist blassbraun, der Steißfleck ist nur geringfügig heller. Der Haarbüschel am Schwanzende ist schwarz. Beide Geschlechter haben Hörner. Von vorne gesehen spreizen die Hörner weiter auseinander als die der Tora-Kuhantilope (A. tora) und der Somalia-Kuhantilope (A. swaynei). Sie sind relativ kurz und schlanker als die der anderen Kuhantilopenarten mit Ausnahme der vorher genannten zwei Arten. Der Geschlechtsdimorphismus bezüglich der Horn- und Schädelgröße ist bei der Kongoni-Kuhantilope weniger stark ausgeprägt als bei anderen Kuhantilopen. Das Sekret der Voraugendrüse ist schwarz und klebrig.

## Lebensraum und Lebensweise
Die Kongoni-Kuhantilope lebt in verbuschten Savannen mit warmen Tagen (ca. 25 °C) und kühlen Nächten (min. 14 °C). Sie ernährt sich vor allem von nahrhaften Gräsern wie Themeda triandra, Digitaria macroblephara und Pennisetum mezianum. Diese haben in der Regenzeit einen Anteil von mehr als 70 % an ihrer Nahrung, in der Trockenzeit sinkt der Anteil auf etwas mehr als 50 %. Verglichen mit den im gleichen Lebensraum vorkommenden Gnus und Topis ist die Kongoni wählerischer, kann die aufgenommene Nahrung aber effektiver verdauen. Auch ihr Wasserbedarf ist geringer als der der beiden anderen Antilopenarten. In der Regenzeit halten sie sich vor allem in Gegenden mit kurzen Gräsern und durchlässigen Böden auf und wechseln in der Trockenzeit in Regionen mit langen Gräsern. Dann bilden Kongoni-Kuhantilopen teilweise sehr große Herden und in der Nähe von Wasserlöchern kann man bis zu 100 Männchen beobachten. Zum Grasen verteilen sich die Tiere wieder. Weibchen und Jungtiere bilden kleine Herden mit ausgeprägter Hierarchie, die aus 6 bis 15 Individuen bestehen. Die von diesen Herden durchstreiften Territorien sind etwa 3,7 bis 5,5 km² groß und können die Reviere von 20 bis 30 Männchen berühren. Es kann auch vorkommen das eine Herde über einen langen Zeitraum im Revier eines Männchens bleibt und dann praktisch zum Harem des Männchens wird. Junge Männchen können in einer weiblichen Herde leben, indem sie den territorialen Männchen gegenüber eine "Beschwichtigungszeremonie" aufführen. Nicht revierbesitzende, 1 bis 4 Jahre alte Männchen bilden Junggesellenherden, die in der Regel klein sind, in Ausnahmefällen aber auch bis zu 35 Exemplare umfassen können. Ausgewachsene Männchen können ihr Revier oft nur wenige Monate halten. Weibchen sind ständig brünstig und haben oft zwei Kälber unterschiedlichen Alters bei sich. Die Trächtigkeitsdauer beträgt acht Monate. Zur Geburt entfernen sich die Weibchen von der Herde, oft zusammen mit ihrem vorherigen Nachwuchs. Kurz nach der Geburt versuchen die Kälber zu stehen, kurz danach könne sie laufen und rennen. Über einen Zeitraum von zwei Wochen halten sie sich aber vor allem versteckt. Männliche Jungtiere bleiben bis zu 2,5 Jahre lang bei ihrer Mutter, danach schließen sie sich Junggesellenherden an. Ausgewachsen sind sie im Alter von drei bis vier Jahren.

## Systematik

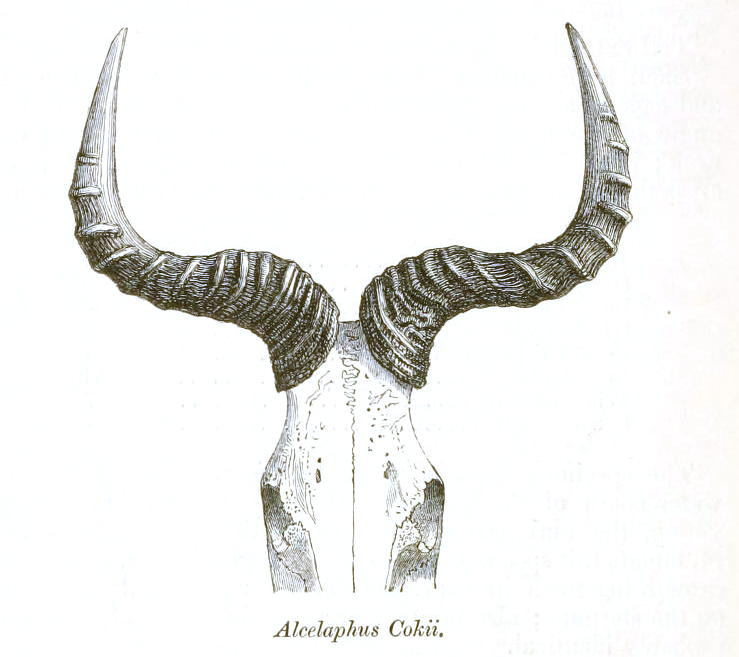
Abbildung des Schädels aus Günthers Erstbeschreibung

Die Kongoni-Kuhantilope wurde 1884 durch den deutschen Zoologen Albert Günther erstmals wissenschaftlich beschrieben. Grundlage der Beschreibung war ein Schädel, der von einer Antilope stammt, die ein Colonel Coke wenige Jahre zuvor auf der Mlali-Ebene östlich von Mpwapwa in Tansania geschossen hatte. Zusammen mit anderen Vertretern der Eigentlichen Kuhantilopen wurde die Kongoni-Kuhantilope im 20. Jahrhundert unter der wissenschaftlichen Bezeichnung Alcelaphus buselaphus und dem deutschen Trivialnamen „Kuhantilope“ zusammengefasst. Innerhalb der Art unterschied man bis zu acht Unterarten, darunter auch Alcelaphus buselaphus cokei. Vergleiche der mitochondrialen DNA zeigten aber, dass die Gattung Alcelaphus aus drei Kladen besteht, eine westafrikanische, eine südafrikanische und eine ostafrikanische. Die Kongoni-Kuhantilope gehört zusammen mit der Lelwel-Kuhantilope (A. lelwel), der Somalia-Kuhantilope (A. swaynei) und der Tora-Kuhantilope (A. tora) zur ostafrikanischen Klade. In einer 2011 veröffentlichten Revision der Hornträger durch Colin Groves und Peter Grubb wurden alle Unterarten der „Kuhantilope“ als eigenständige Arten anerkannt. Kingdon und andere Autoren sehen die „Kuhantilope“ jedoch weiterhin als eine einzige Art an. Besonders die Abgrenzung von Kongoni-Kuhantilope und Lelwel-Kuhantilope ist problematisch und die Haplotypen beider Arten sind eng miteinander verbunden. Bei den im westlichen Kenia vorkommenden Kuhantilopen handelt es sich um Hybriden zwischen der Kongoni-Kuhantilope und der Lelwel-Kuhantilope. Im Norden des Verbreitungsgebietes der Hybriden, zwischen Baringosee und Mount Kenia ähneln diese Hybriden mehr der Lelwel-Kuhantilope, im Süden zwischen dem Victoriasee und dem östlichen Zentralafrikanischen Graben in Tansania ähneln sie mehr der Kongoni-Kuhantilope.

## Gefährdung
Die IUCN schätzt den Bestand der Kongoni-Kuhantilope als ungefährdet ein. Es gibt etwa 30.000 ausgewachsene Exemplare, von denen etwa 75 % in Schutzgebieten leben.